# Zener-effektus
A Zener-effektus a PN-átmenettel rendelkező félvezetőkben tapasztalható jelenség.
Ezt az effektust Clarence Zener, amerikai fizikus fedezte fel, ezért róla nevezték el a jelenséget.

Dióda I-V görbéjén a Zener-, és lavina-effektus

A záróirányban előfeszített p-n átmenet elektromos letörési tartományba kerül, ahol az elektromos tér hatására a félvezető atomok kovalens kötése megszűnik és a kisebbségi töltéshordozók száma megnő, melynek eredményeként megnő a záróirányú áram.
A Zener-effektus gyakorlati alkalmazása az úgynevezett Zener-dióda, vagy más néven a Z-dióda.

## Mechanizmus
Nagy záróirányú feszültség hatására a p-n átmenet kiürített rétege kiterjed, mely egy nagy elektromos teret eredményez az átmenetben. Ez az elektromos tér okozza a félvezető atomok kovalens kötéseinek feltörését, mely felszabadít nagy mennyiségű kisebbségi töltéshordozót. Ez hirtelen megnöveli a záróirányú áramot és meredeken csökken a Zener dióda ellenállása, egy közel állandó feszültség mellett, megnő az áram.

## Összefüggés a lavina-hatással
A Zener-effektus különbözik a lavina-effektustól, ahol a szabad elektronok a nagy térerősség hatására gyorsulnak, mozgási energiájuk megnő. A kristály atomjaiba ütközve a leadott energia újabb elektronokat szakít ki a kötésből, ami lavina-effektust eredményez, és a záróréteget hirtelen elárasztják az elektronok és a lyukak, az áram ugrásszerűen megnő.
A Zener-, vagy lavina-effektus egymástól függetlenül is előfordulhat.
Általában a Zener-effektusnál a letörési feszültség 5V alatt van, míg 5V felett lavina-effektus jön létre. Az 5V körüli letörés rendszerint a két effektus kombinációját eredményezi.
A Zener letöréskor az elektromos térerősség közel {\displaystyle 3\times 10^{7}}
V/m.
A Zener letörés erősen szennyezett átmeneteknél fordul elő ( p típusú félvezetőknél mérsékelten szennyezett,  n típusú esetben erősen szennyezett), mely egy vékony kiürített réteget hoz létre.
A Zener-effektuson alapuló Zener-diódákat az elektronikában feszültségstabilizálásra és feszültség határolásra használják.
A lavina-effektus enyhén szennyezett átmeneteknél fordul elő, mely egy szélesebb kiürített réteget produkál.
A hőmérséklet emelkedése csökkenti a Zener-effektust és növeli a lavina-effektust.